# 153. pehotni polk (Italija)
153. pehotni polk Novara (izvirno italijansko 153º Reggimento fanteria) je bil pehotni polk Kraljeve italijanske kopenske vojske.

## Zgodovina
Med prvo svetovno vojno je bil polk nastanjen na soški fronti. Leta 1943 je bil polk preimenovan v 53. pehotni polk.